# Młody lord Fauntleroy
Młody lord Fauntleroy (ang. Little Lord Fauntleroy) – amerykański film fabularny z 1936 roku w reżyserii Johna Cromwella. Adaptacja powieści autorstwa Frances Hodgson Burnett.

## Obsada
- Freddie Bartholomew jako Cedric Errol Jr.
- Dolores Costello jako Pani Errol
- C. Aubrey Smith jako Hrabia Dorincourt
- Guy Kibbee jako Silas Hobbs
- Henry Stephenson jako Havisham
- Mickey Rooney jako Dick
- Constance Collier jako Lady Lorridaile
- E.E. Clive jako Sir Harry Lorridaile
- Una O’Connor jako Mary
- Jackie Searl jako Tom